# Kaplica Wazów na Wawelu

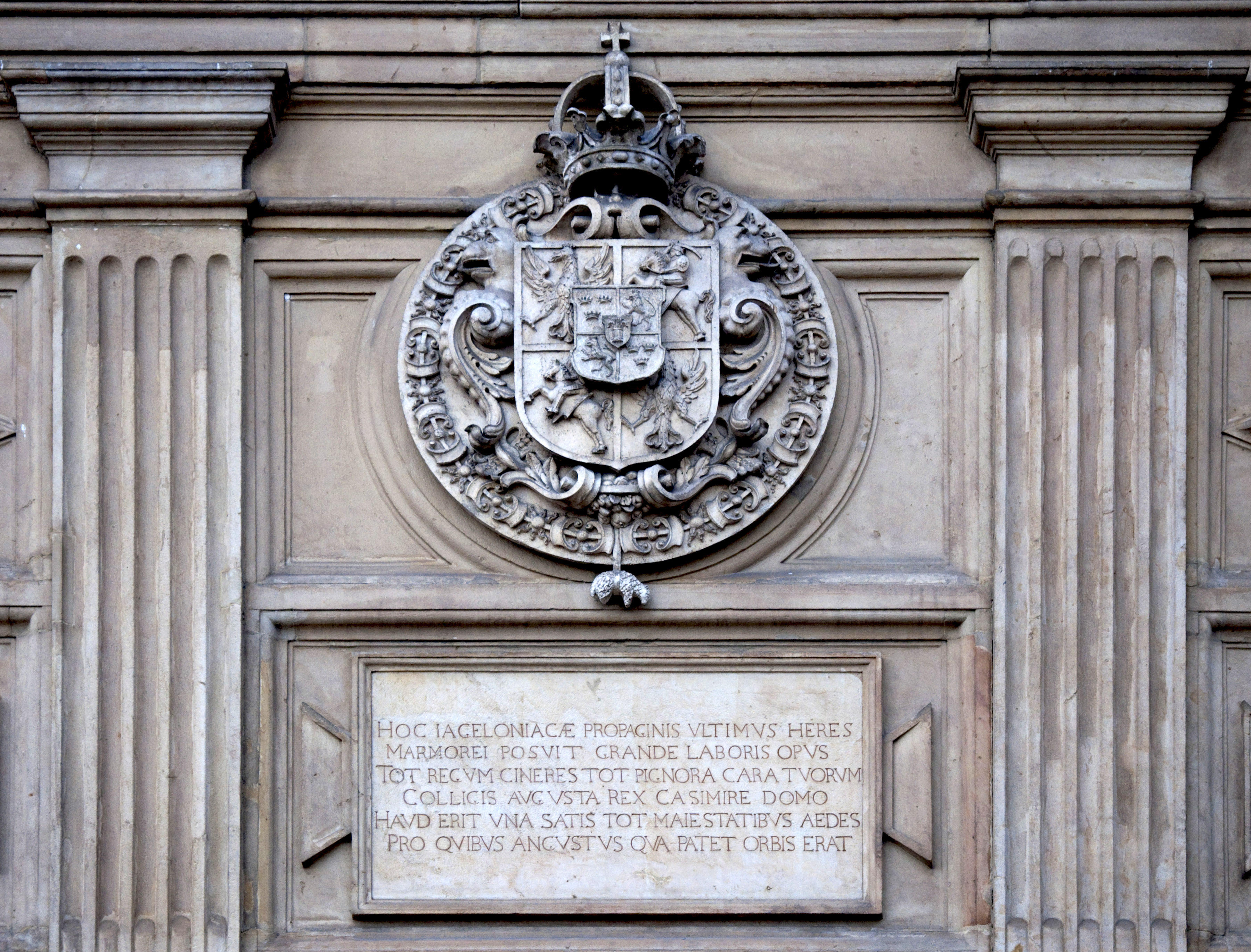
Dedykacja na fasadzie kaplicy

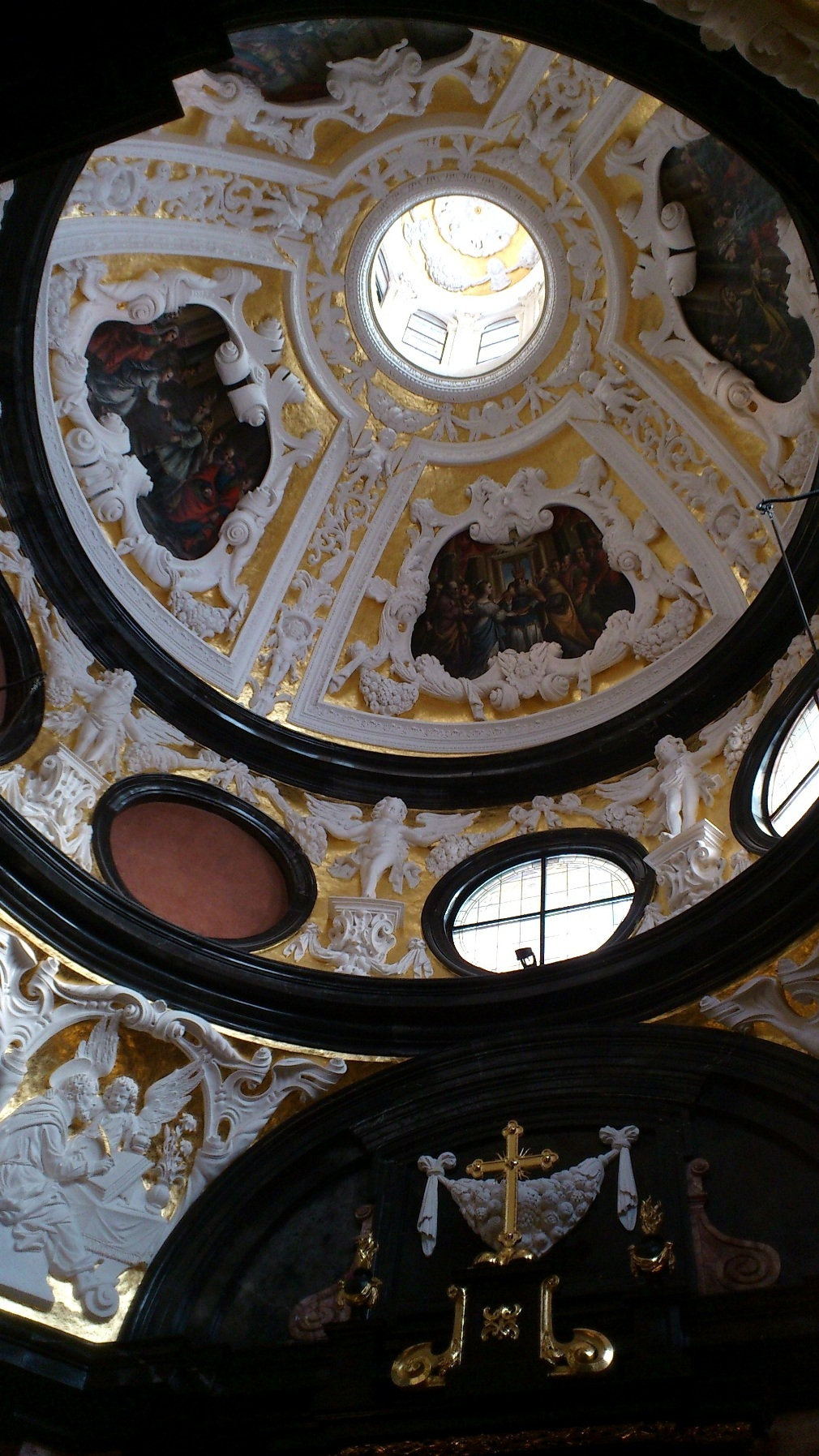
Wnętrze kaplicy – kopuła

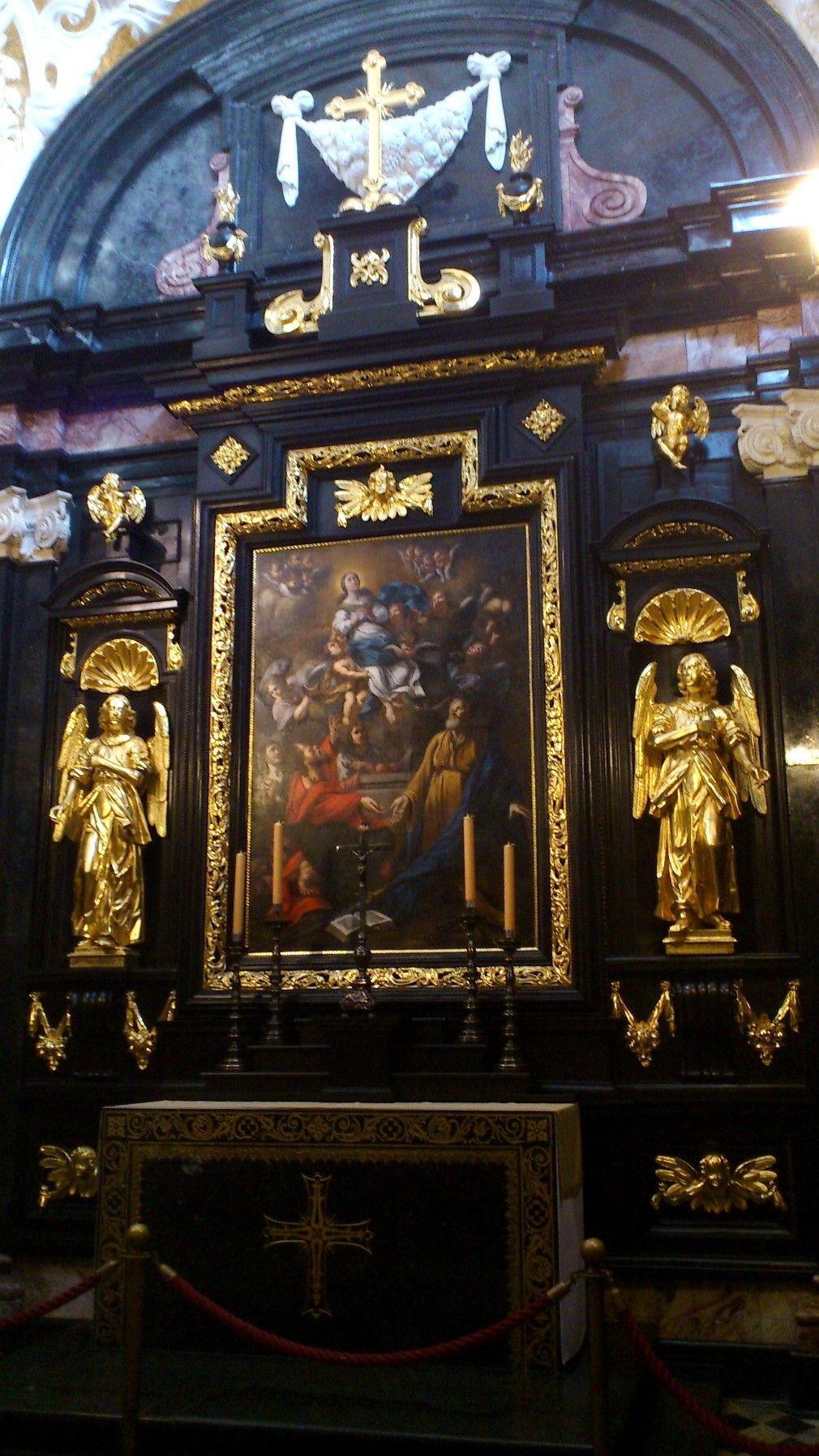
Wnętrze kaplicy – ołtarz

Kaplica Wazów, zwana także Prandocińską oraz Psałterzystów, pod wezwaniem Niepokalanego Poczęcia Najświętszej Panny Marii – jedna z dziewiętnastu kaplic katedry wawelskiej. Znajduje się w południowej nawie bocznej, na wschód od kaplicy Szafrańców.

## Historia
Obiekt wzniesiono na miejscu romańskiej kaplicy pw. śś. Piotra i Pawła, ufundowanej przez bpa Jana Prandotę w 1. połowie XIII wieku. Prawdopodobnie mieścił się tu pierwotny grób św. Stanisława, którego relikwie pokazywano w tej kaplicy w późniejszym czasie. Przyczyną fundacji nowej budowli była śmierć królowej Anny Austriaczki, której mąż, Zygmunt III Waza, postanowił wznieść, podobnie jak jego dziad Zygmunt I Stary, mauzoleum rodowe. 11 maja 1598 kapituła katedralna, na prośbę kardynała Jerzego Radziwiłła, wysłannika króla, zezwoliła na pogrzebanie królowej w podziemiach kaplicy Prandocińskiej. O zamierzeniu wystawienia mauzoleum wspominają także testamenty króla Zygmunta III z 19 maja 1598, 1621 oraz 1623. Królowa została pogrzebana jednak w zapełnionej trumnami krypcie pod kaplicą Zygmuntowską.
W dwóch testamentach (z 1621 i 1623) monarcha zapisał 20 000 florenów oraz paramenty liturgiczne na odprawianie mszy świętej. Władca chciał, aby codzienne odprawiano mszę o Duchu Świętym za fundatora, zaś w czwartki i soboty msze śpiewane o Matce Boskiej z introitem – Salve Sancta Parens. Owe testamenty po śmierci Zygmunta III otwarto 4 maja 1632. Króla oraz Konstancję Austriaczkę (jego drugą żonę) pochowano w krypcie pod kaplicą Zygmuntowską w 1633. Tego roku przeniesiono kości biskupa Prandoty, pochowanego w kaplicy Prandocińskiej. 
W 1644 z funduszy Władysława IV Wazy powstała nowa krypta grobowa dla Wazów sąsiadująca z kryptą pod kaplicą Zygmuntowską, co było pierwszym etapem w budowie kaplicy. Pracami kierował kanonik Jan Chryzostom Bodzanta. Jako pierwszą w tym samym roku w nowym sklepie na Wawelu złożono trumnę królowej Cecylii Renaty, następnie w 1647 królewicza Zygmunta Kazimierza, a dwa lata później samego Władysława IV.
Myśl budowy mauzoleum Wazów przy stołecznej katedrze zrealizował król Jan Kazimierz. Prace prowadzono za pieniądze królewskie, ale przy aktywnym udziale Andrzeja Trzebickiego. Prace przygotowawcze do zburzenia kaplicy Prandocińskiej przeprowadzono w latach 1663-1664. W 1665 z Dębnika sprowadzono czarny marmur. Rok później główne prace były wykonane, co sprawdził w styczniu Jan Kazimierz, przybywający z Częstochowy. 12 marca 1667 monarcha wystawił akt fundacyjny, a biskup Andrzej Trzebicki potwierdził to dokumentem z 14 listopada tego samego roku, wcielając także do kaplicy kolegium psałterzystów. 22 września 1667 pod nową kaplicą spoczęła królowa Ludwika Maria Gonzaga de Nevers.
Psałterzyści mieli w pierwszym tygodniu odprawiać przez sześć dni w tygodniu łac. missa lecta, vulgo Requiem dictas. W poniedziałek za Zygmunta III, we wtorek za Annę Austriaczkę, w środę za Konstancję Austriaczkę, w dniu następnym za Władysława IV, w kolejnym za Jana Alberta, zaś w sobotę za Karola Ferdynanda. W drugi tydzień, w poniedziałek odprawiano msze za Aleksandra Karola, we wtorek za Annę Katarzynę Konstancję, w środę za Cecylię Renatę, w czwartek za Ludwikę Marię, natomiast w piątek za fundatora. Psałterzyści mieli także odmawiać dwanaście anniwersariów za zmarłych Wazów: w styczniu modlono się za duszę Zygmunta III, w lutym za Anny Austriaczki, w marcu za Konstancji Austriaczki, w kwietniu za Władysława IV, w maju za Jana Alberta, w czerwcu za Karola Ferdynanda, w lipcu za Aleksandra Karola, w sierpniu za Cecylię Renatę, we wrześniu za Annę Katarzynę Konstancję, w październiku za Ludwikę Marię, w listopadzie za Jana Kazimierza (łac. post sera fata eiusdem), a w grudniu za cały ród Wazów.
Po abdykacji Jana Kazimierza 22 września 1668, przy okazji pielgrzymki do Częstochowy i Sokala, władca obejrzał jeszcze postępy w budowaniu kaplicy. Dozór kaplicy powierzył biskupowi Andrzejowi Trzebickiemu, wyznaczając na jej utrzymanie dochody z dóbr żywieckich. W styczniu 1676 w podziemiach kaplicy spoczął król Jan Kazimierz w kamiennym sarkofagu fundacji Trzebickiego, a 5 sierpnia tego roku wraz z kapitułą katedralną konsekrował ołtarz w kaplicy, nadając mu wezwanie Niepokalanego Poczęcia NMP. W 1680 zdecydowano o umieszczeniu w nowej budowli relikwii zmarłego w opinii świętości Prandoty pochowanego w zburzonej kaplicy śś. Piotra i Pawła. Aż do 1681 nadal wypłacano z dochodów psałterzystów pieniądze na dokończenie mauzoleum.

## Architektura

### Wygląd zewnętrzny
Bryła kaplicy oraz jej zewnętrzna forma jest kopią kaplicy Zygmuntowskiej. Budowlę – przykrytą kopułą z latarnią, podtrzymywaną na ośmiobocznym bębnie, ustawionym na kwadratowym rzucie – wymurowano z ciosów. Elewacja składa się z wysokiego cokołu, na którym znajdują się żłobkowane pilastry toskańskie. Na nich wspiera się belkowanie. Przestrzeń pomiędzy pilastrami podzielono na trzy kwatery, które wypełniają tablice w formie rombu (kwatery górne i dolne) oraz uszatego prostokąta z wypisanymi dedykacjami (kwatery środkowe). W tym układzie wyjątek stanowi elewacja południowa, gdzie w górnej kwaterze środkowego pola między pilastrami widnieje kartusz z herbami (kolejno od zewnątrz) Polski i Litwy, Szwecji i rodu Wazów, okolony łańcuchem orderu Złotego Runa, zwieńczony koroną (typ corona clausa). Na cokolikach w górnych narożnikach stoją figury św. Zygmunta (narożnik południowo-zachodni) i św. Władysława (narożnik południowo-wschodni). W narożnikach tamburu znajdują się kanelowane pilastry jońskie. Pole pomiędzy nimi wypełniają koliste okna. W tej części architektonicznej dekoracja płaskorzeźbna przedstawiająca motywy główek anielskich, smoków oraz kwiatony i skrzyżowane tarcze. Kopułę pokrywa blacha miedziana. Na niej wznosi się ośmioboczna latarnia z pilastrami, a całość zamyka kopułka z krzyżem.

### Wnętrze
Do wnętrza kaplicy prowadzi, znajdujący się w południowej nawie bocznej, barokowy portal ujęty w kolumny korynckie, podpierające belkowanie i nasadę. Nad otworem wejściowym widnieje kartusz z godłem Polski i herbem Wazów, zwieńczony koroną, którą unoszą dwa anioły. Napis w kluczu archiwolty brzmi: Capella nova Regia Psalteristarum Immaculatee Conceptions B.V. Mariae. W odrzwiach umieszczono ażurowe kraty z brązu. Odlane zostały w Gdańsku przez Michała Weinholda w 1673 r. Półkolisty przyczółek podwoji ukazuje wplecione w liście akantu aniołki. Jeden z nich trzyma wpisany w trójkąt napis TRINITAS, oznaczający Trójce Świętą, natomiast drugi unosi koło z napisem AETERNITAS, czyli „wieczność”. Pomiędzy nimi, w kartuszu ujętym łańcuchem orderu Złotego Runa, znajdują się herby Polski, Litwy, Szwecji, Gotlandii i Wazów. Niżej na podtrzymywanej przez dwa aniołki karcie widnieje napis: IOANES CASIMIRUS D[ei] G[ratia] REX POL[oniae] MAG[nus] DUX LITH[uniae] RUS[siae] PRUS[siae] MAS[oviae] SAM[ogitiae] LIV[oniae] SMOL[ensciae], CZER[nichoviae] NEC NON SVEC[orum] GOTT[orum] VAND[alorum] Q[ue] HAEREDITARIUS REX (Jan Kazimierz, z Bożej łaski król Polski, wielki książę Litewski, Ruski, Pruski, Mazowiecki, Żmudzki, Inflancki, Smoleński, Czernihowski oraz dziedziczny król Szwedów, Gotów i Wandalów). Na wyższych kwaterach drzwi umieszczono na tle splotów liści akantu bawiące się aniołki. W lewym polu jeden z nich depcze insygnia, leżącą na poduszce, a jednocześnie puszcza bańki mydlane. Dwa kolejne unoszą banderolę z napisem MEMENTO MORI oraz palmę (symbol nieśmiertelności) i płonącą pochodnie (symbol wiecznego życia). W dolnym rogu prawej kwatery górnej mieści się czaszka, z której oczodołów pełzną węże. Na niej ustawiona jest klepsydra ze skrzydłami. Poniżej znajduje się otwarta księga z napisem: STATOTUM EST HOMINIBUS SEMEL MORI. W dolne pola wypełniają dwa szkielety, depczące atrybuty władzy, wplecione w liście akantu. Jeden z nich rozrywa koronę, a drugi unosi dwie czaszki. W połowie pól widnieje napis: OMNIA AEQUAT. Po drugiej stronie krat, na poziomej belce, znajduje się splot liści akantu z napisem MICHAEL WEINHOLD GEDANENSIS FECIT GEDANI ANNO 1673. Ponadto w tympanonie umiejscowiony jest analogiczny herb z napisem ANNO DOMINI MDCLXXIII EPISCOPATU TRZEBNICIANO.
Wnętrze obiektu wyłożone jest marmurem dębnickim i kieleckim. Posadzkę wykonano również z marmuru. W narożach dolnej części ścian znajdują się jedno- i dwustronne pilastry jońskie, którymi podzielono także każdą ze ścian na pola. Obramione archiwoltami ściany tarczowe wypełniają stiukowe girlandy owocowe, umieszczone w środkowym występie, ujętym wolutami po bokach. W części dolnej, w środkowym polu ściany wschodniej wznosi się wczesnobarokowy drewniany ołtarz, którego mensę przykrywa marmurowe antepedium. W ołtarzu obraz Wniebowzięcie Matki Boskiej, a po jego bokach, w zamkniętych złoconą konchą niszach nakrytych segmentowanym naczółkiem, stoją figury aniołów. W niszach części wschodnich przy ścianie północnej i południowej stoją natomiast drewniane posągi Męstwa i Roztropności – symbol cnoty idealnych władców. Przyozdobiono je wyrzeźbionymi w alabastrze draperiami z pękami owoców, główkami putt oraz ornamentem małżowinowo-chrząstkowym.
Pozostałe pola ściany południowej i zachodniej zapełniono w dwóch sferach marmurowymi w ramach z brązu, epitafiami: Zygmunta III i Jana Alberta, Władysława IV i Karola Ferdynanda, Jana Kazimierza i Aleksandra Karola. W zachodnim polu ściany północnej znajduje się wejście, a nad nim tablica, poświęcona bpowi Janie Prandocie, na niej napis: OSSA VENERABILIS SERVI DEI IOANNIS PRANDOTHAE EPISCOPI CRACOVIENSIS. W pendentywach umieszczono płaskorzeźby, przedstawiające czterech ewangelistów. W obramionym marmurowymi gzymsami bębnie znajdują się owalne pola, również otoczone marmurową ramą. Wypełniają je pięć okien oraz trzy malowidła, wyobrażające sceny Zwiastowanie, Chrystus w Ogrojcu i Wniebowzięcie. Między nimi ustawiono na postumentach rzeźbione aniołki podtrzymujące kwiatową girlandę, która wisi nad wspomnianymi polami. Dzielące kopułę na cztery części grunty zdobią stiukowe arabeski z aniołkami oraz ich uskrzydlonymi główkami, a także girlandami kwiatowymi. W polach między gruntami malowane sceny: Ofiarowanie Marii w świątyni, Zaślubiny, Nawiedzenie i Oczyszczenie, ozdobione ornamentem małżowinowo-chrząstkowym. W latarni przedstawiono wirująca rozetę.